# 豊田俊一
豊田 俊一（とよた しゅんいち、1964年9月4日 - ）は、放送作家、メディアプロデューサー、多摩美術大学の元非常勤講師。大阪府生まれ。日本大学卒。オフィスぼくら出身。

## 来歴
大学在学中より、放送作家として活動。報道（TBS,テレビ朝日）からバラエティ（各局）まで約10年間で160タイトル以上の番組の企画・構成を担当（主要番組）。その後、(株)リクルート・新規事業開発室のコンサルティング契約をきっかけに、メディアと大手企業をコラボレートさせる新規事業開発のプロデュース、広報戦略の策定を行い、常時、複数社の顧問・コンサルティング・社外役員等を務める。最近では東京キー局を中心とした大手メディアとオーナー系一部上場企業、IT関連企業を軸としたハイパーメディアプラットフォームの事業開発＆プロデュースを手がける。
特定非営利活動法人グリーンアーティストネットワークは、現在休眠中。
ハイパーメディアクリエーターの高城剛とは高校の同級生でバンド仲間（銘「ペンギンおひょい！」）。

## 過去の担当番組（主なもの）

### 日本テレビ
- 少年チャンプル
- すっぴんDNA
- 全員出席!笑うんだってば
- つよチャン堂本舗
- クチュリエで道楽
- 追跡「CMの裏側」
- ガリゲル　他

### TBS
- わいわいスポーツ塾
- サンデーモーニング
- アッコにおまかせ
- しあわせ家族計画
- スーパーサッカー
- SURE2ガレッジセール
- ニュースの森　ジャングル
- 地球!朝一番
- 和田アキ子芸能生活35周年記念特番
- 冬のソノタ
- 実験アパート日の出荘
- 爆笑問題の爆乳モンスター
- アッコデミー大賞
- テレビ探偵団
- ギミアぶれいく「緊急報告！Mr.マリックVS中国超能力者」
- ARIGA10

### フジテレビ
- ザ・ノンフィクション
- ウォンテッド!!
- ビューティーコロシアム
- トロイの木馬
- パパアミーゴ
- DAIBAッテキ!!
- 陸海空　人力キャノンボール

### テレビ朝日
- こだわりTV PRE★STAGE
- 恋するアミパラ
- 深夜水族館「ミッドナイトマーメイド」
- ラ・ラ・キッス
- まっ昼ま王!!
- パワーワイド
- 志村&所の戦うお正月（朝日放送共同制作）
- 27時間チャレンジテレビ
- ノアの方舟 あなたは21世紀を生き残れるか
- 激突!!最強バトルNO1!

### テレビ東京
- トミーズのGESO
- ききわけのない悪魔達

## 公共事業
- 沖縄デジタルアーカイブ整備事業「ワンダー沖縄」
- 郵政省「コンテンツ流通プラットフォーム実証推進協議会構成員」
- IPA・情報処理振興協会「教育の情報化推進の受託事業

## プロデュース・アゲリゲート・エージェント
- TBS&タイトー「アッコにおまかせ!ブレインショック」
- TBS&LAWSON「OMAKASE Q-BOX」
- 新日鉄都市開発「リビオ奥沢自由通り」
- 辰巳出版「出世する人、稼ぐ人、他人に気配りできる人（高田律子著）」

## インタビュー記事
- インターネットスパークインタビュー「飯島愛、豊田俊一、長尾直樹」桜桃書房P-ZI-30954（1083）

## その他
- 楽天
- 第一興商
- ソニーデジタルエンターテイメントサービス
- DeNA
- サイバード
- ガンホー・オンライン・エンターテイメント
- ランドネットディディ
- 東京都中小企業創造活動促進法（創造法）平成13年5月認定
- 東京大学大学院情報学環コンテンツ創造科学産学連携教育プログラム